# Clarence H. Haring
Pour les articles homonymes, voir Haring.
Clarence Haring est un universitaire américain spécialiste de l'histoire des colonies du Nouveau-Monde, en particulier des vice-royautés espagnoles.

## Début dans la vie et éducation
Fils d'un homme d'affaires, Henry Getman Haring, et d'Amelia Stoneback, Clarence Haring a reçu son baccalauréat ès arts en langues modernes de l'université de Harvard en 1907. Sélectionnés pour une bourse Rhodes en 1907, il a étudié sous la direction du professeur Sir Charles Harding Firth à l'université d'Oxford à partir de 1907-1910, où il a été membre du Nouveau Collège. Clarence H. Haring a produit son premier livre sur Les Boucaniers dans les Antilles au XVIIE Siècle. Cette recherche a jeté les bases pour son travail sur l'histoire de l'Empire espagnol et en Amérique latine. Clarence H. Haring a également étudié brièvement à l'université Humboldt de Berlin en 1909.

## Carrière universitaire
En 1910, Haring est retourné à l'université de Harvard en tant qu'instructeur dans l'histoire, l'enseignement d'un cours en Amérique latine histoire et a commencé à travailler sur sa thèse de doctorat sur le Commerce et de Navigation entre l'Espagne et les Indes à l'Époque de la dynastie des Habsbourg , sous la direction du professeur Roger B. Merriman. En 1912, alors qu'il était encore à travailler sur sa thèse, Bryn Mawr College nommé à la tête de son département d'histoire et, en 1913, il épouse Helen Louise Garnsey, avec qui plus tard, il a eu deux fils, Philippe et Pierre.
En 1915, Haring est allé à l'université Clark pour un an et, en 1916, a été nommé à la faculté d'histoire à l'université de Yale, où il est resté jusqu'en 1923. En 1918, après avoir effectué des recherches approfondies dans les archives, à Séville, Keith Haring a publié sa thèse de doctorat, à laquelle a été décerné un prix de la meilleure thèse en économie.
En 1923, l'université de Harvard, l'a nommé professeur d'histoire de l'Amérique latine. Haring a occupé ce poste jusqu'à sa retraite de l'université de Harvard trente ans plus tard, en 1953,. À Harvard, il a joué un rôle clé dans le domaine émergent de l'Amérique latine de l'histoire par la formation de toute une génération d'Amérique latine historiens, y compris Lewis Hanke, Howard F. Cline, Arthur P. Whitaker, et Miron Burgin. Haring a publié sur différents sujets au cours de sa longue carrière, mais il était surtout connu pour ses deux grandes études institutionnelles. Un point d'honneur a son poste en tant que maître de la Dunster House, qui ont une tradition de "l'individualisme et d'un fort intérêt dans les études historiques." Tout à Harvard, il a servi en tant que président du Comité sur l'Amérique latine pour l'American Council of learned Societies de 1932 à 1942 et a travaillé sur un comité mixte sur l'Amérique latine et de la recherche en sciences sociales du Conseil. En 1935, il a organisé le bureau de la recherche économique à l'université d'Harvard et, la même année, a servi en tant que délégué à la deuxième assemblée générale de l'Institut panaméricain de géographie et d'histoire. Un héritage durable a été son implication dans le Manuel des Études latino-Américaines de la vie courante (ACVC), un important outil bibliographique pour les chercheurs, publiés chaque année, avec l'aide du personnel dans les Hispaniques de la Fondation (plus tard Hispanique Division) à la Bibliothèque du Congrès, commencé lors de keith Haring ancien étudiant diplômé Lewis Hanke a été directeur. Un tel outil a été particulièrement important dans l'ère pré-numérique, avant le développement de la bibliothèque électronique de catalogues, avec zone de contribuer éditeurs sélection de publications de l'inclusion, ainsi que de brefs résumés. En 1936, keith Haring a écrit un essai pour la préface du premier volume de l'ACVC, soulignant que les listes bibliographiques ont été au cœur du projet, mais que « l'importante revue bibliographique des articles seront inclus, résumant les progrès récents sur des sujets importants ou de pointage où d'autres recherches peuvent être rentables ».
Nommé professeur émérite à l'université de Harvard, aux États-Unis Naval War College invités à prendre place sur sa chaise dans l'histoire maritime de l'année scolaire en 1953-54. bien que keith Haring était d'occuper ce poste académique, le secrétaire de la Marine officiellement nommé, gaving ses occupants le titre de Ernest J. King professeur d'histoire maritime en l'honneur de la flotte de l'amiral Ernest King. En 1955, Haring a été professeur invité à l'université de Puerto Rico.
En 1953, il a été décerné par l'Académie américaine d'histoire franciscaine la plus haute distinction, le prix Junipero Serra. La citation écrite par le père. Alexander Wyse de l'Académie est un résumé de keith Haring de l'importance. « Le grand nombre d'experts qui [le Dr keith Haring] formé dans sa plus de quarante ans en tant que professeur...témoigne de l'importance de son travail et la portée de son influence bienfaisante. De peur que ses propres objectifs de l'inter-Américaine de l'amitié périr avec lui, il a heureusement donné indestructible forme dans un petit plateau de la circulation des publications. En outre, il a entrepris plusieurs missions dans l'intérêt de l'inter-American harmonie et a pris part à de nombreuses interaméricaine appris assemblées – et ambassadeur de bonne volonté, dont le dévouement à la vérité n'a jamais amélioré son prestige dans les Amériques. Affiliés à une demi-score des institutions scientifiques en Amérique latine monde, et décoré par plusieurs de nos républiques sœurs, il jouit d'une réputation qui dépasse les frontières de notre pays. Il est vraiment un honneur citoyen de ce supranational de la communauté dédiée à la vérité, l'apprentissage et la compréhension ». Dans une notice nécrologique dans le Hispanic American Historical Review par un de ses anciens élèves, il a été salué pour « son intégrité complète, prêt de charme, et de l'esprit [qui] a fait de lui une personnalité exceptionnelle entre le Latin Americanists de son époque, ainsi que d'un chef partisan de normes élevées en matière de bourses d'études dans cette nouvelle guilde ».
Un groupe de Haring doctorants avait voulu présenter un festschrift pour leur mentor, mais des difficultés s'ensuivit, et ils ont cherché une autre façon de lui rendre hommage. À la suite de la mort de keith Haring dans les années 1960, l'American Historical Association a établi le Clarence H. Haring prix d'Amérique latine Histoire, décerné tous les cinq ans, pour le meilleur livre en Amérique latine d'un auteur,.

## Travaux et publications
- Les Boucaniers dans les Antilles au XVIIE Siècle (1910)
- De commerce et de Navigation entre l'Espagne et les Indes à l'Époque de la dynastie des Habsbourg (1918)
- Amérique Du Sud Le Progrès (1934)
- L'Empire espagnol en Amérique (1947)
- L'empire du Brésil (1958)